# اسپیت‌فول
اسپیت‌فول (به انگلیسی: Supermarine_Spiteful) یک هواگرد از نوع هواپیمای جنگنده ساخت شرکت Supermarine است. هواگرد اسپیت‌فول نخستین پروازش را در ۳۰ ژوئن ۱۹۴۴ میلادی انجام داد. در مجموع، تعداد 19 فروند از این هواگرد ساخته شده‌است.
طراح این هواگرد، Joe Smith بود.